# Liste der Bodendenkmäler in Kevelaer
Die Liste der Bodendenkmäler in Kevelaer enthält die denkmalgeschützten unterirdischen baulichen Anlagen, Reste oberirdischer baulicher Anlagen, Zeugnisse tierischen und pflanzlichen Lebens und paläontologischen Reste auf dem Gebiet der Stadt Kevelaer im Kreis Kleve in Nordrhein-Westfalen (Stand: September 2020). Diese Bodendenkmäler sind in Teil B der Denkmalliste der Stadt Kevelaer eingetragen; Grundlage für die Aufnahme ist das Denkmalschutzgesetz Nordrhein-Westfalen (DSchG NRW).
| Bild | Bezeichnung | Lage                                                  | Beschreibung | Bauzeit | Eingetragen seit | Denkmal- nummer |
| ---- | --- | ----------------------------------------------------- | ------------ | ------- | ---------------- | --------------- |
|      | Mittelalterliche Motte bzw. Burg, mittelalterlicher bis neuzeitlicher Hof Haus Winkel; Bunker aus dem Zweiten Weltkrieg | Winnekendonk Winnekendonk-Achterhoek, Winkelscher Weg |              |         | 18.11.1982       | 1               |
|      | Mittelalterliche Landwehr                                                                                               | Winnekendonk Winnekendonk-Achterhoek                  |              |         | 18.11.1982       | 2               |
|      | Mittelalterlicher Spykerhügel                                                                                           | Wetten Wetten-Dünnbruch                               |              |         | 03.12.1982       | 3               |
|      | Mittelalterliche Landwehr                                                                                               | Winnekendonk/Kervendonk                               |              |         | 03.12.1982       | 4               |
|      | Mittelalterliche Landwehr                                                                                               | Winnekendonk                                          |              |         | 09.02.1983       | 5               |
|      | Mittelalterliche Motte Alt-Vellar Kasteelenbend                                                                         | Wetten                                                |              |         | 17.04.1985       | 6               |
|      | Mittelalterliche bis neuzeitliche Wasserburg Haus Te Gesselen                                                           | Wetten Kapellener Straße 4                            |              |         | 03.07.1991       | 7               |
|      | Paläontologische Fossillagerstätte Sandgrube Gochfortzberg, Fundort Wal von Kervenheim                                  | Kervendonk                                            |              |         | 03.07.1991       | 8               |
|      | Mittelalterlicher bis neuzeitlicher Ortskern von Kervenheim                                                             | Kervenheim                                            |              |         | 15.12.1999       | 10              |
|      | Mittelalterliche bis neuzeitliche Wasserburg und Schloss Haus Kervendonk                                                | Kervenheim                                            |              |         | 11.03.1997       | 11              |
|      | Neuzeitliche Töpferei Potthaus Kervenheim                                                                               | Kervenheim                                            |              |         | 11.03.1997       | 12              |
|      | Mittelalterliches bis neuzeitliches Festes Haus Brembt                                                                  | Kervenheim Schravelner Straße 12                      |              |         | 24.10.2012       | 13              |